# X-Gruppe

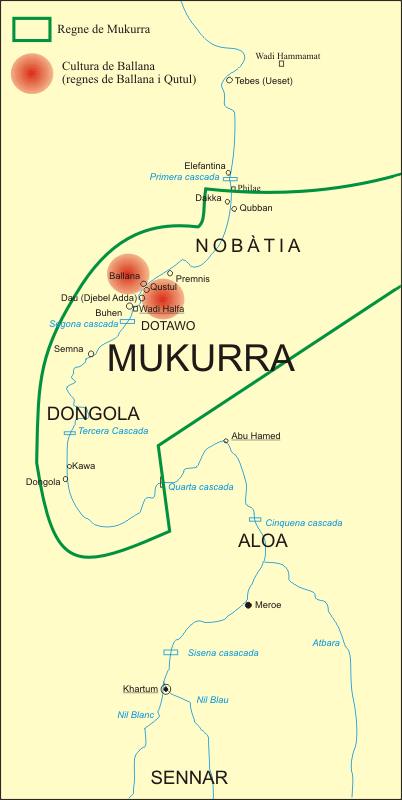
Zentren der Ballana-Kultur

Die X-Gruppe, auch als Ballana-Kultur bekannt, stellt eine wichtige archäologische und kulturelle Phase in Nubien dar, die nach dem Zusammenbruch des Reiches von Meroë, aber noch vor der Gründung der christlichen nubischen Königreiche, etwa zwischen 350 und 600 n. Chr., auftrat. Diese Kultur ist vor allem durch ihre Bestattungspraktiken und Grabfunde bekannt, die Aufschluss über die sozialen Strukturen und das kulturelle Leben in Nubien während dieser Übergangszeit geben.

## Ursprung und Entwicklung
Nach dem Niedergang von Meroë um die Mitte des vierten Jahrhunderts n. Chr. setzte sich das landwirtschaftliche Leben in den kleinen Städten und Dörfern Nubiens ohne große Veränderungen fort, bis etwa 100 Jahre später eine neue Gruppe mit einem etwas anderen archäologischen Befundkomplex in das Gebiet eindrang. Der Begriff „X-Gruppe“ wurde dieser Kultur im Rahmen des alphabetischen Systems zugeordnet, das George A. Reisner bei seiner Erforschung Nubiens zu Beginn des 20. Jahrhunderts entwickelte.

## Kulturelle und archäologische Merkmale
Die X-Gruppe wird heute oft als Ballana-Kultur bezeichnet, benannt nach dem Fundort im ägyptischen Nubien, wo eine Reihe reich ausgestatteter Hügelgräber entdeckt wurde. Die Ausstattung der Ballana-Gräber und ähnliche Funde in Gemai, Firka und Tanqasi im Sudan deuten darauf hin, dass es sich um bedeutende Könige oder Stammesführer handelte. Die Grabbeigaben weisen zwar gewisse Ähnlichkeiten mit denen von Meroë auf, unterscheiden sich aber hinreichend, um zu zeigen, dass neue Herrscher mit neuen Bestattungssitten in die Region gekommen waren. Dies gilt auch für die Siedlungen und Gräber der einfachen Leute.

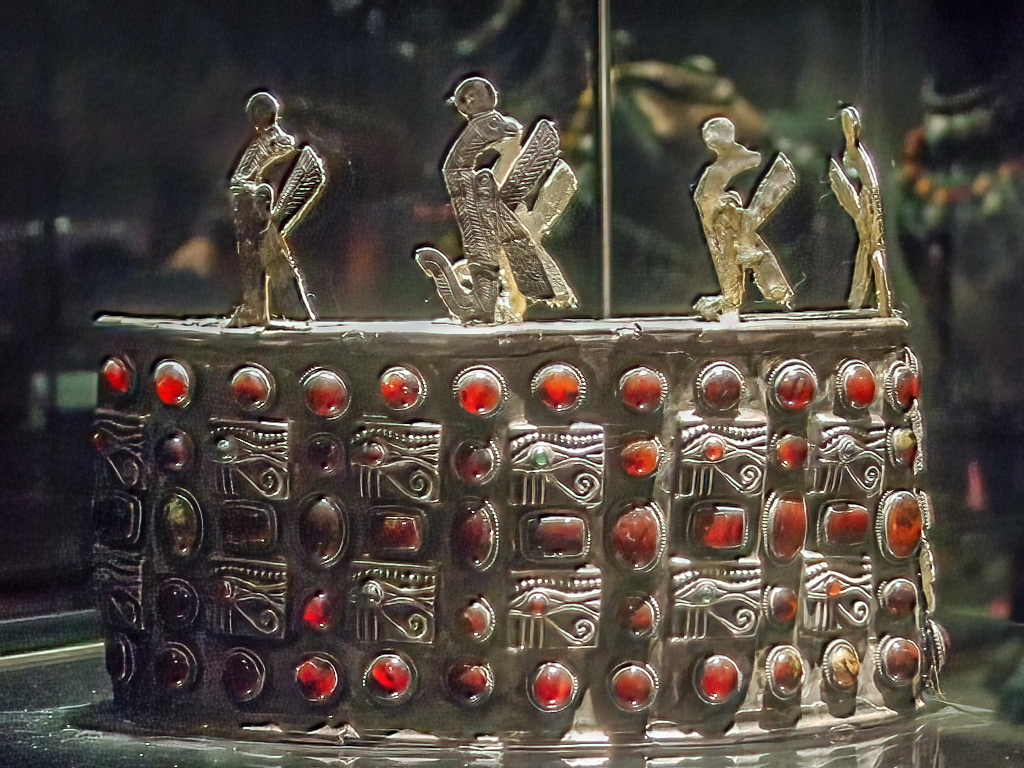
Krone aus Ballana Grab 118
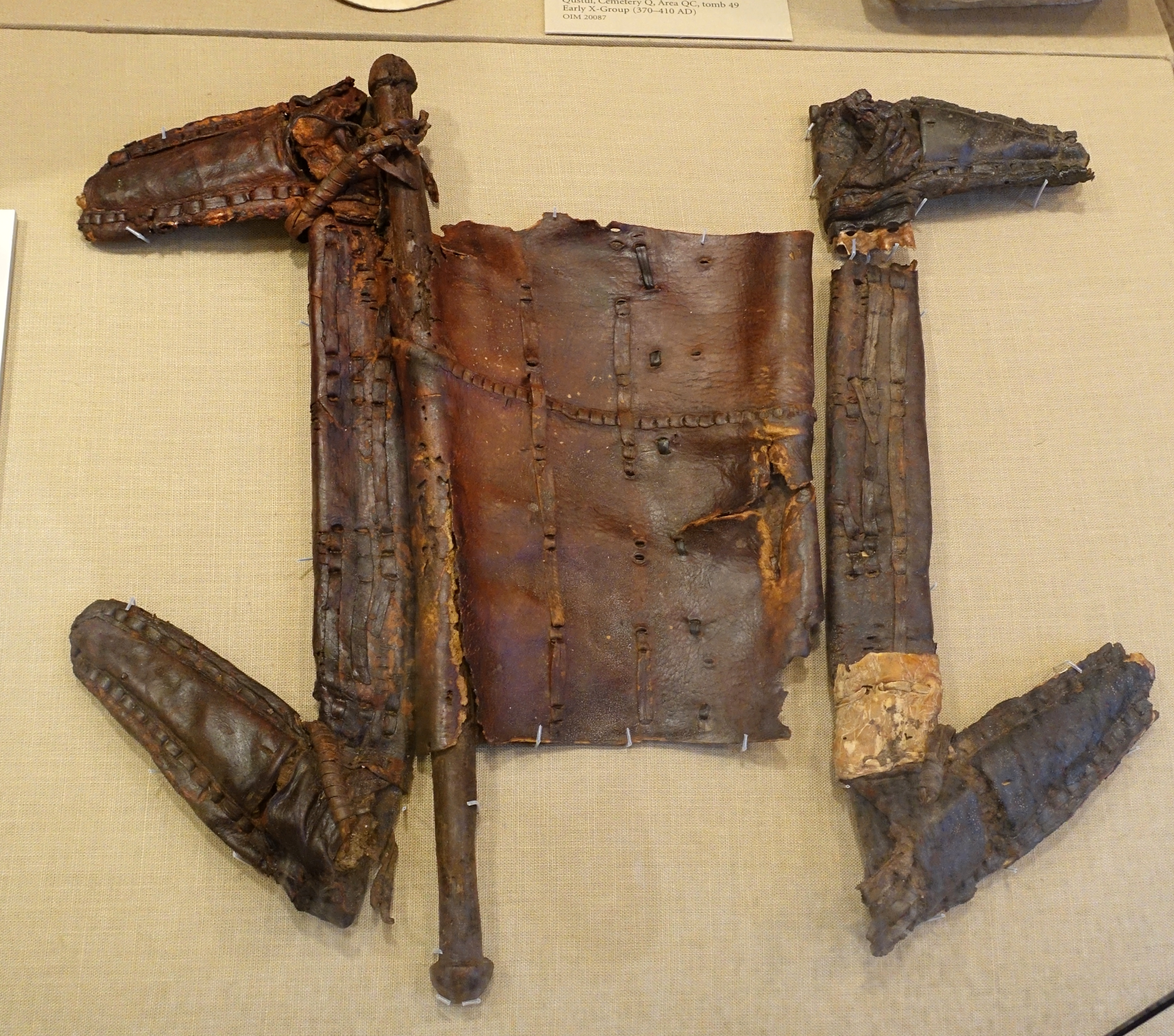
Sattel mit Gestell, um 375 n. Chr.
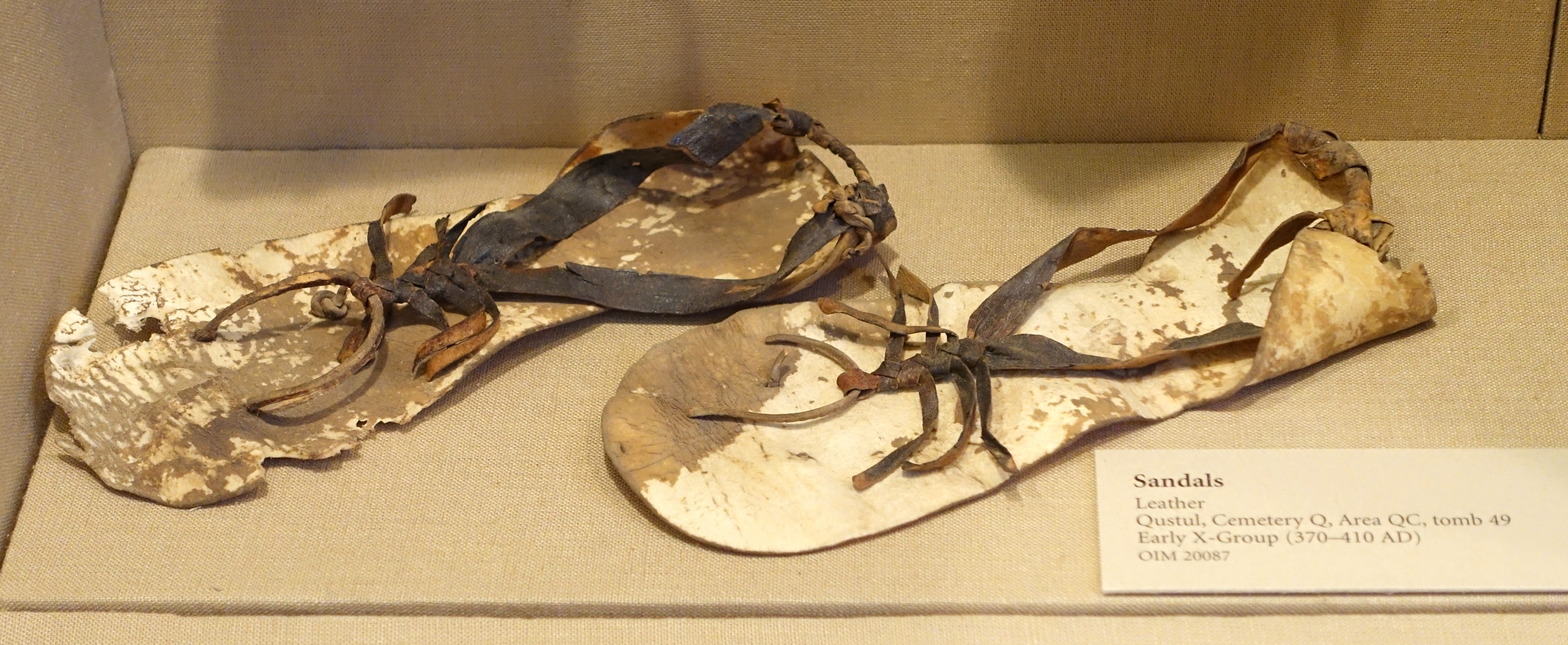
Sandalen aus Qustul, ca. 370–410 n. Chr.
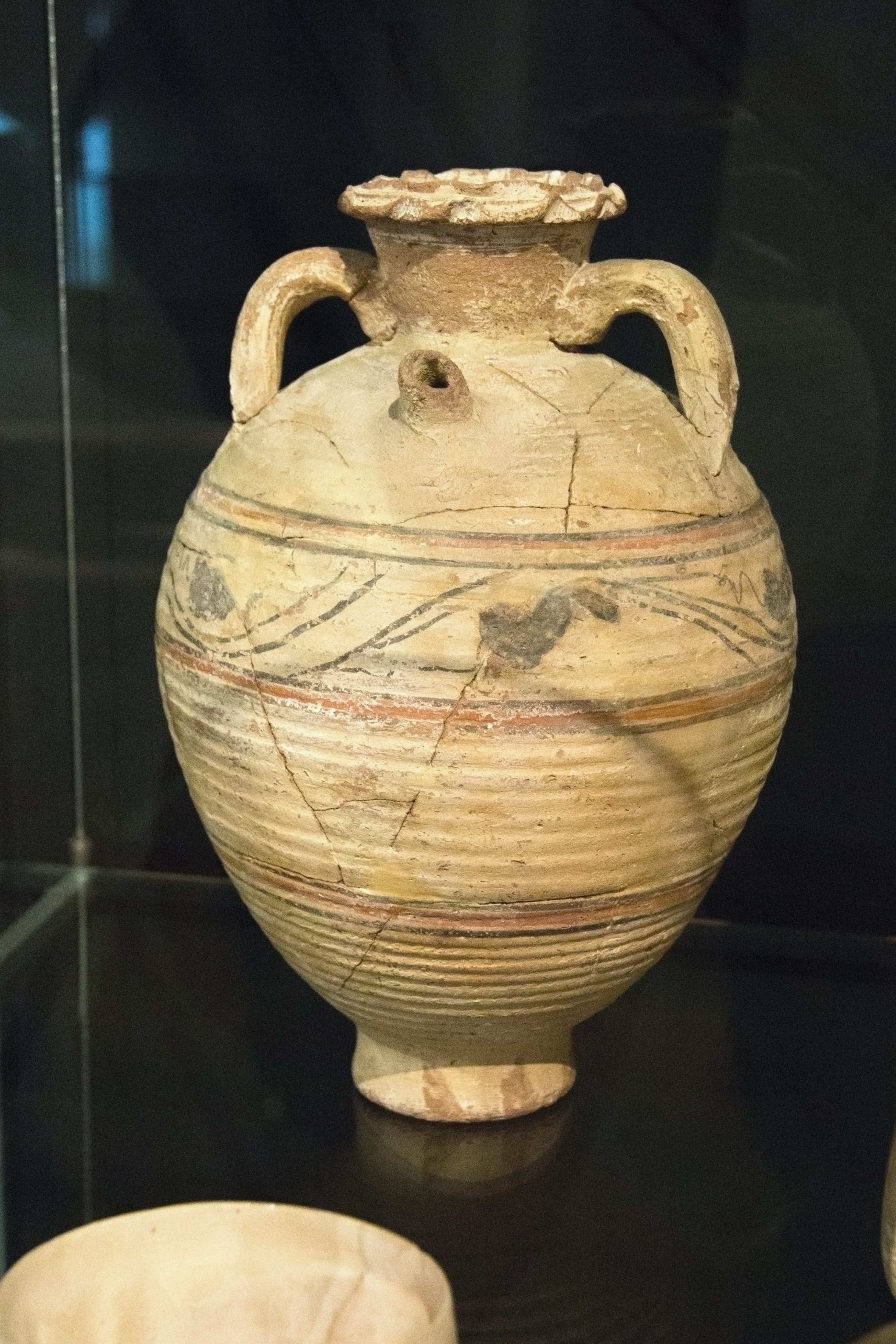
Keramik aus den Gräbern der X-Gruppe, Wadi Qitna und Kalabscha-Süd

## Historische Bedeutung
Aus antiken Texten sind zwei Gruppen bekannt, die in dieses Gebiet Nubiens kamen – die Nobaden und die Blemmyer. Die Menschen der Ballana-Gräber werden in der Regel mit den Nobaden identifiziert, von denen der byzantinische Schriftsteller Prokopios von Caesarea sagt, dass sie vom römischen Kaiser Diokletian aus den Oasen der westlichen Wüste ins Niltal gebracht wurden, um die Blemmyer zu bekämpfen und zu kontrollieren, die dort Siedlungen und Klöster angriffen.

## Sprache und Inschriften

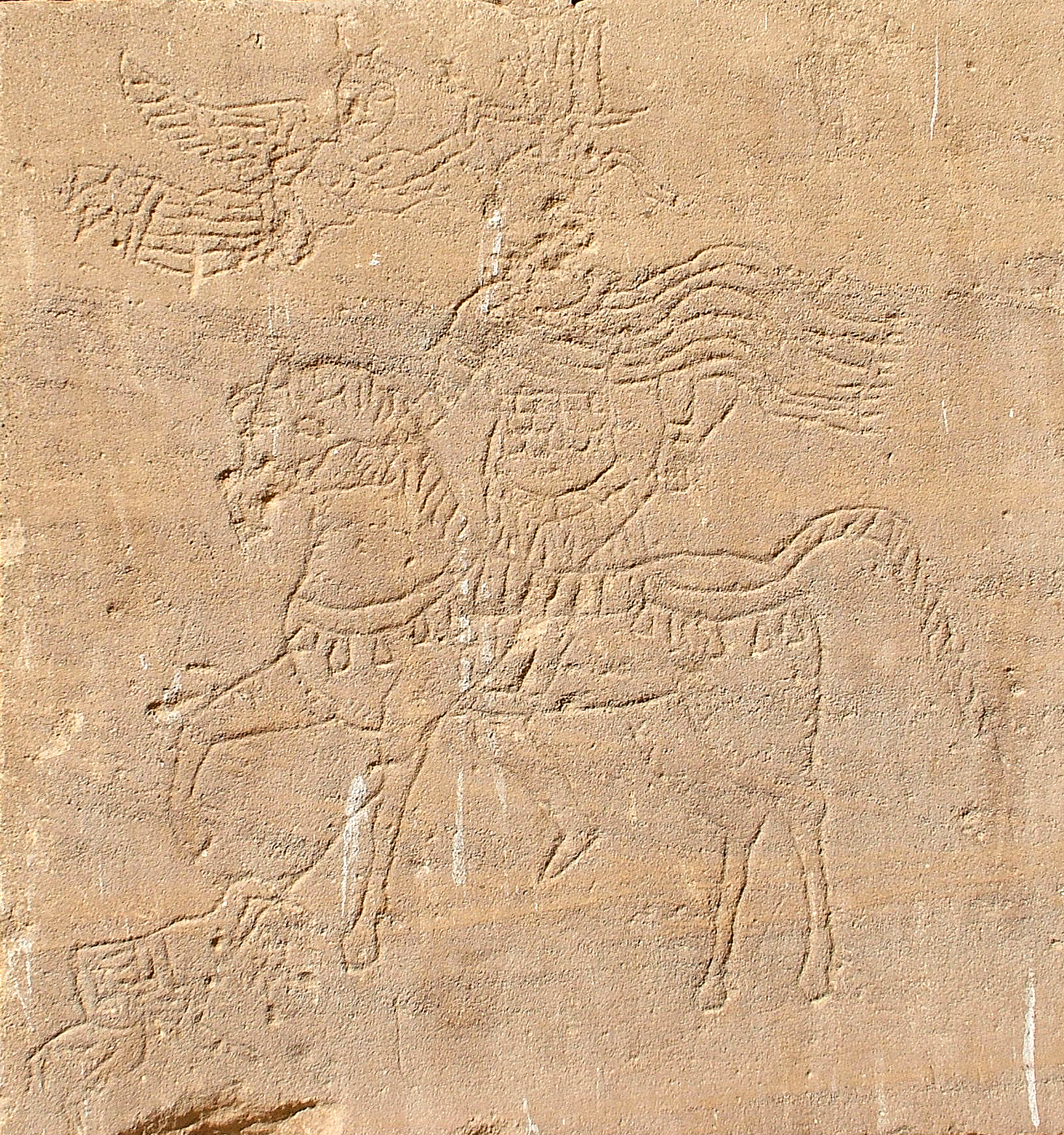
Graffito aus dem Kalabscha-Tempel: König Silko auf dem Rücken eines Pferdes spießt einen Feind auf

Das Verschwinden der meroitischen Inschriften bis zum Ende des vierten Jahrhunderts n. Chr. deutet auf einen bedeutenden kulturellen Wandel im Niltal hin. Die wenigen bekannten nachfolgenden Inschriften sind auf Griechisch. In Kalabscha wurde an der Wand eines Tempels aus dem ersten Jahrhundert n. Chr. eine sekundäre Inschrift des Silko gefunden, in der dieser sich als basiliskos („Fürst“ oder „kleiner König“) der Nobaden bezeichnet und behauptet, die Blemmyer bei zwei Gelegenheiten besiegt zu haben.